# Montfortista excentrica
Montfortista excentrica is een slakkensoort uit de familie van de Fissurellidae. De wetenschappelijke naam van de soort is voor het eerst geldig gepubliceerd in 1929 door Tom Iredale.